# Agenzia italiana del farmaco
L'Agenzia italiana del farmaco (in acronimo AIFA) è un ente di diritto pubblico, competente per l'attività regolatoria dei farmaci in Italia.
Istituita dal decreto-legge 30 settembre 2003, n. 269, convertito in legge 24 novembre 2003, n. 326, ha iniziato ad essere operativa nel luglio 2004.
Precedentemente, le attività assimilabili a quella dell’Aifa erano attribuite alla Commissione Unica del Farmaco, un organo interno al Ministero della Salute.

## Attività e funzioni
L'AIFA opera in autonomia, trasparenza ed economicità, sotto la direzione e la vigilanza del Ministero della salute e del Ministero dell'economia e delle finanze. Collabora con le Regioni, l'Istituto superiore di sanità, gli Istituti di ricovero e cura a carattere scientifico, le associazioni dei pazienti, i medici, le società scientifiche, il mondo produttivo e distributivo del settore. Svolge tutte le attività legate al processo regolatorio relative al farmaco, dalla registrazione e autorizzazione all'immissione in commercio al controllo delle officine produttive e della qualità di fabbricazione; dalla verifica della sicurezza e appropriatezza d'uso alla negoziazione del prezzo, dall'attribuzione della fascia di rimborsabilità alle attività di Health Technology Assessment (HTA).
Oltre a realizzare al proprio interno l'intero processo decisionale, garantendo così l'unitarietà del sistema farmaceutico e l'equità nell'accesso ai medicinali quali strumenti di tutela della salute, l'AIFA governa la spesa farmaceutica, in stretto rapporto con le Regioni e l'industria del settore, perseguendo l'equilibrio economico nell'ambito del tetto di spesa stabilito annualmente dallo Stato. Nello specifico:
- garantisce l'accesso al farmaco e il suo impiego sicuro e appropriato come strumento di difesa della salute;
- redige e aggiorna il prontuario farmaceutico nazionale;
- assicura la unitarietà nazionale del sistema farmaceutico d'intesa con le Regioni d'Italia;
- provvede al governo della spesa farmaceutica in un contesto di compatibilità economico-finanziaria e competitività dell'industria farmaceutica;
- assicura innovazione, efficienza e semplificazione delle procedure registrative, in particolare per determinare un accesso rapido ai farmaci innovativi e ai farmaci per le malattie rare;
- coopera con l'Agenzia europea per i medicinali e con gli altri organismi nazionali ed internazionali ed i vari stakeholder;
- favorisce e premia gli investimenti in ricerca e sviluppo (R&S) in Italia, promuovendo e premiando la innovatività;
- dialoga e interagisce con la comunità delle associazioni dei malati e con il mondo medico-scientifico e delle imprese produttive e distributive;
- promuove la conoscenza e la cultura sul farmaco e la raccolta e valutazione delle best practices internazionali.

## Struttura
Il 16 gennaio 2024 sono state pubblicate in Gazzetta Ufficiale le modifiche al Decreto del Ministero della salute n. 245/2004 che ridefiniscono le figure e gli organismi di vertice.
L'Agenzia italiana del farmaco è composta dai seguenti organi:
- il consiglio di amministrazione, costituito dal presidente e da quattro consiglieri. Il Presidente, che è rappresentante legale dell'Agenzia, viene nominato con decreto del Ministro della salute, d'intesa con la Conferenza permanente per i rapporti tra lo Stato, le regioni e le province autonome di Trento e di Bolzano, sentito il Ministro dell'economia e delle finanze. Dei quattro consiglieri, uno è designato dal Ministro della salute, uno dal Ministro dell'economia e delle finanze e due dalla Conferenza permanente per i rapporti tra lo Stato, le regioni e le province autonome di Trento e Bolzano. Il Consiglio dura in carica cinque anni, rinnovabili una sola volta;
- il collegio dei revisori dei conti, che dura in carica cinque anni ed è costituito dal Presidente, designato dal Ministro dell'economia e delle finanze, da un componente designato dal Ministro della salute e da uno designato dalla Conferenza Stato-Regioni.

L'Agenzia si articola in due strutture di livello dirigenziale generale che ne assicurano la gestione amministrativa e tecnico-scientifica:
- Direzione amministrativa, affidata a un Direttore amministrativo;
- Direzione tecnico-scientifica, affidata a un Direttore tecnico-scientifico.

Gli incarichi di Direttore amministrativo e di Direttore tecnico-scientifico sono conferiti con decreto del Ministro della salute, sentiti il Ministro dell'economia e delle finanze e la Conferenza permanente per i rapporti tra lo Stato, le regioni e le province autonome di Trento e di Bolzano. Hanno una durata di cinque anni e sono rinnovabili.

## Organi ausiliari
I processi di valutazione scientifica per l'autorizzazione dei farmaci  e l'attività negoziale connessa all'attribuzione del prezzo e alla rimborsabilità dei farmaci a carico del SSN sono supportate dall'attività della Commissione scientifica ed economica del farmaco (CSE) che ha sostituito la Commissione tecnico-scientifica (Cts) e il Comitato prezzi e rimborsi (Cpr).
Le attività di monitoraggio sul consumo e la sicurezza dei farmaci e sulle sperimentazioni cliniche sono garantite dall'attività di Osservatori dedicati. Gli osservatori e le banche-dati sono gli strumenti essenziali con i quali l'AIFA controlla e analizza il consumo dei farmaci a livello nazionale, regionale e locale, opera il monitoraggio delle sperimentazioni cliniche approvate dai comitati etici locali e integra le informazioni derivanti dalla Rete nazionale di farmacovigilanza.

### Commissione scientifica ed economica del farmaco (CSE)
La Commissione scientifica ed economica del farmaco svolge le funzioni, precedentemente attribuite alla Commissione consultiva tecnico-scientifica (Cts) e al Comitato prezzi e rimborso (Cpr), per la valutazione di efficacia e sicurezza dei medicinali di cui si richiede l’autorizzazione al commercio e per stabilirne la rimborsabilità e la sostenibilità economica. La CSE svolge anche i compiti attribuitile dall'articolo 48, comma 5, lettere d),e) ed l) del decreto-legge 30 settembre 2003, n. 269, convertito, con modificazioni, dalla legge 24 novembre 2003, n. 326.
La Commissione svolge, inoltre, funzioni di supporto tecnico-consultivo all'Agenzia ai fini della contrattazione dei prezzi dei prodotti rimborsati dal Servizio Sanitario Nazionale, prevista dall'articolo 48, comma 33, del decreto-legge 30 settembre 2003, n. 269, convertito, con modificazioni, dalla legge 24 novembre 2003, n. 326. La Commissione è nominata con decreto del Ministro della salute ed è composta da dieci membri, di cui il direttore tecnico-scientifico dell'Agenzia e il Presidente dell'Istituto Superiore di Sanità, o un suo delegato, sono membri di diritto. Quattro membri sono designati dal Ministro della salute, tra persone di comprovata e documentata competenza tecnico-scientifica nazionale e internazionale, almeno quinquennale, nei settori della valutazione dei farmaci, della metodologia di determinazione del prezzo dei farmaci, della farmaco-economia, uno dei quali con funzioni di presidente. Un membro è designato dal Ministro dell'economia e delle finanze. Tre membri sono designati dalla Conferenza permanente per i rapporti tra lo Stato, le regioni e le province autonome di Trento e di Bolzano. I componenti non di diritto durano in carica tre anni, rinnovabili consecutivamente per una sola volta.
I membri nominati contestualmente all'istituzione dell'organismo hanno in prevalenza background non scientifico.

### Osservatorio nazionale sulla sperimentazione clinica (OsSC)
È uno strumento tecnico-scientifico che ha l'obiettivo di garantire il monitoraggio delle sperimentazioni cliniche farmacologiche condotte in Italia, tenendone sotto controllo nel tempo l'andamento qualitativo e quantitativo. Raccoglie ed elabora i dati degli studi clinici condotti utilizzando medicinali e ne divulga i risultati attraverso pubblicazioni periodiche, disponibili anche on line.

### Osservatorio sull'impiego dei medicinali (Osmed)
Assicura il monitoraggio della spesa farmaceutica convenzionata a livello nazionale e regionale, mediante l'elaborazione dei dati provenienti da tutte le farmacie presenti sul territorio. Tale monitoraggio costituisce lo strumento necessario per stimare eventuali manovre correttive da adottare per garantire il rispetto dei livelli di spesa programmati, così come previsto dalla normativa vigente. Realizza con periodicità annuale report sull'impiego dei medicinali in Italia e pubblicazioni tematiche su argomenti di particolare interesse.

### Rete nazionale di farmacovigilanza (RNF)
È un network che coinvolge, oltre all'AIFA, le Regioni e le Province autonome di Trento e Bolzano, 204 unità sanitarie locali, 112 ospedali, 38 istituti di ricerca e cura a carattere scientifico e 561 industrie farmaceutiche. Garantisce la raccolta e la gestione delle segnalazioni spontanee di sospette reazioni avverse a farmaci (ADRs) e la diffusione delle informazioni diramate dall'Agenzia in merito alla sicurezza dei medicinali. È, inoltre, in collegamento operativo con il network EudraVigilance e con il Centro di Uppsala per il monitoraggio internazionale dei farmaci dell'Organizzazione mondiale della sanità (OMS).